# Борго Бордокија (Ферара)
Борго Бордокија (итал. Borgo Bordocchia) је насеље у Италији у округу Ферара, региону Емилија-Ромања.
Према процени из 2011. у насељу је живело 29 становника. Насеље се налази на надморској висини од -1 м.